# Marie Krafft
Marie Krafft (Viena, 23 de janeiro de 1812 - Villach, 7 de julho de 1885) foi uma pintora austríaca.

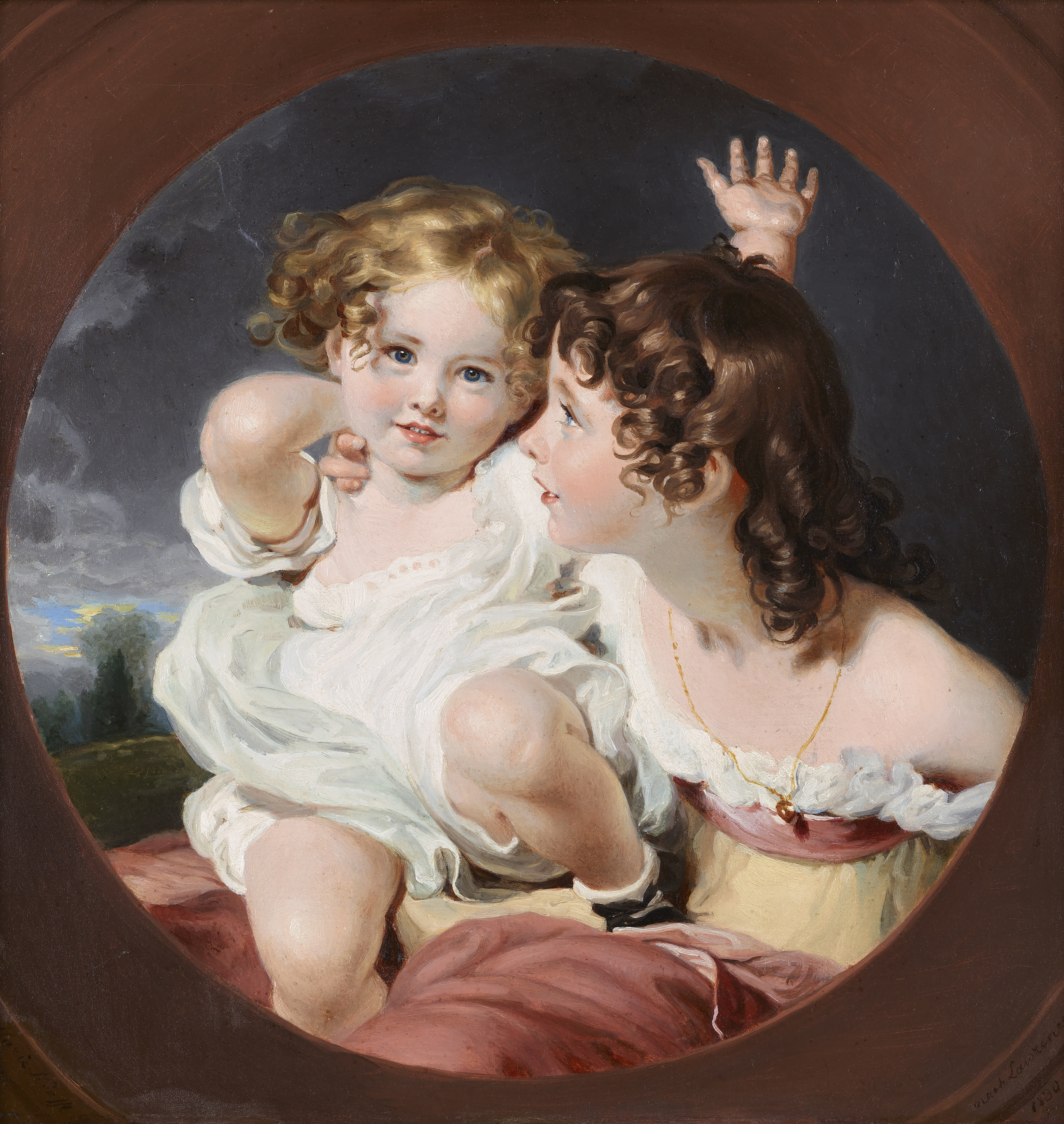
Marie Krafft - Zwei kleine Mädchen - 6682 - Österreichische Galerie Belvedere

Marie Krafft, primogênita do ilustre pintor Johann Peter Krafft, inscreveu-se de maneira significativa no panorama artístico do século XIX, notabilizando-se sobretudo como copista exímia dos grandes mestres. Formada desde tenra idade sob o olhar atento de seu pai, artista de grande prestígio e diretor da Coleção Imperial de Pinturas em Viena, Krafft foi imersa em um ambiente estético privilegiado, onde sua aptidão artística foi cultivada. Posteriormente, suas habilidades foram ampliadas por estudos com o renomado paisagista Thomas Ender, bem como por sua especialização em litografia, demonstrando uma notável polivalência — rara para uma artista feminina de sua época.
A partir de 1847, Krafft passou a se dedicar quase exclusivamente à reprodução de obras-primas da pintura, logrando amplo reconhecimento por sua rigorosa fidelidade técnica e pela delicadeza com que recriava as nuances dos mestres antigos. Num período em que as mulheres eram frequentemente relegadas a esferas artísticas ornamentais ou menores, Krafft transcendeu essas limitações, alcançando um patamar de distinção incomum para uma copista. Sua capacidade de penetrar no espírito das obras originais a tornou uma artista solicitada e respeitada no circuito artístico vienense.
Entre as representações mais célebres de Krafft, encontra-se uma pintura que a retrata sentada, voltada para uma janela. A cena evoca o topos romântico dos "quadros das janelas", largamente explorado por artistas como Caspar David Friedrich. No entanto, a abordagem de Krafft subverte a melancolia solitária típica do romantismo alemão. Em vez disso, a composição articula uma relação dialética entre interior e exterior, onde a luz que permeia o espaço evoca uma introspecção meditativa, sem cair no abismo emocional da solidão. A luminosidade, longe de representar uma alienação, torna-se veículo de uma comunhão sutil entre o ambiente interno e a vastidão do mundo exterior.
Embora sua prática artística tenha sido centrada na cópia, Marie Krafft elevou essa atividade a um nível de sofisticação que transcende o mero ato de replicar. Seu legado permanece como um testemunho de sua habilidade de captar e perpetuar a tradição dos grandes mestres europeus, conferindo-lhe um lugar de distinção na história da arte austríaca do século XIX. Krafft, ao desafiar as normas de gênero e alcançar um reconhecimento substancial, tornou-se uma figura singular, capaz de harmonizar técnica e profundidade emocional em um momento de transição e afirmação artística para as mulheres.
Algumas das obras de Marie Krafft constam do acervo da prestigiosa Österreichische Galerie Belvedere do Palácio Belvedere, em Viena.